# Bitwa pod Dreux
Bitwa po Dreux – starcie zbrojne, które miało miejsce 19 grudnia 1562. Rozegrała się między hugenotami a Ligą Katolicką w ramach wojny religijnej we Francji. Była jedyną dużą bitwą tej wojny. Obie strony poniosły duże straty. Katolicy pod przywództwem księcia Franciszka Gwizjusza zwyciężyli.
Dowodzący hugenotami Ludwik I Burbon-Condé, wbrew radom Coligny'ego, zdecydował się stoczyć bitwę z przeważającymi siłami katolików. Bitwa zakończyła się klęską hugenotów, a o wyniku zadecydowała hiszpańska piechota. W bitwie pod Dreux poległ jednak jeden z dowódców katolików, marszałek de Saint-André, a drugi, konetabl Montmorency, został przez protestantów wzięty do niewoli. Z kolei Ludwik de Condé trafił do niewoli Gwizjusza.